# Siła strachu (powieść)
Siła strachu (tytuł oryginalny Fear Is the Key) – powieść szkockiego pisarza Alistaira MacLeana z 1961. W 1972 roku np. tej powieści powstał brytyjski film fabularny pod tym samym tytułem.
Samolot pewnej małej firmy czarterowej wraz z 3 osobami na pokładzie i bardzo wartościowym ładunkiem zostaje zestrzelony. Na pokładzie znajdowała się cała rodzina głównego bohatera (brat, żona oraz dziecko), a on trzy lata po wypadku za wszelką cenę stara się dowiedzieć prawdy o tym, co się stało. Okazuje się, że kluczem do jej odkrycia jest strach o własne życie. Wszystkie postaci, z którymi styka się główny bohater (nawet najwięksi złoczyńcy i antagoniści) prędzej czy później wykazują pierwotny, głęboko zakorzeniony w ludzkiej psychice, strach o własne życie. Natomiast główny bohater, który w wyniku katastrofy opisanej w prologu stracił absolutnie wszystko, co w życiu miało dla niego jakąkolwiek wartość, nie wykazuje tego strachu. Czym zdaje się mieć przewagę nad pozostałymi. Do czasu, gdy w jego życiu ponownie pojawi się coś lub ktoś, na czym zacznie mu zależeć.
Książka przez wielu krytyków i licznych czytelników uznawana za jedną z najlepszych w dorobku autora.